# 腹盘科
腹盘科（学名：Gastrodiscidae）为吸虫纲的一个科。其所属目的地位未定。此科的模式属为腹盘属(Gastrodiscus)。

## 下级分类
本科包括以下属：
- 拟腹盘属 Gastrodiscoides Leiper, 1913
- 腹盘属 Gastrodiscus Cobbold, 1877